# Отношения между Афганистан и Русия
През ХІХ век Афганистан служи като стратегически буфер между Руската империя и Британската империя. Отношенията на Афганистан с Москва стават по-сърдечни след болшевишката революция през 1917 г. Съветският съюз е първата страна, която през 1919 г. След Третата англо-афганистанска война установява дипломатически отношения с Афганистан, след което през 1921 г. подписва афгано-съветски пакт за ненападение, който предвиждал правото на афганистански транзит пред Съветския съюз. Ранната съветска поддържа включва в себе си финансова помощ, доставка на самолети, които да обслужват техническия персонал и операторите на телеграфа.
През 1950-те години СССР започва да осъществява крупни програми за икономическа помощ за Афганистан. В периода между 1954 и 1978 години, Афганистан получава от Съветския съюз относително повече от 1 милиард долара, в това число и значително военно подкрепление.

## Намерения на Русия за сътрудничество с Афганистан
Русия има намерение активно да сътрудничи с Афганистан в различни сфери: от реализиране на съвместни бизнес-проекти до хуманитарни инициативи. Активна роля в това взаимодействие ще играят неправителствените организации, в които влизат имигранти от Ислямската република. За това станало дума в Москва на заседанието на Дружеството за дружба и сътрудничество с Афганистан.
В историята на отношенията между Москва и Кабул е имало различни етапи. Имало е времена, когато афганистанците са смятали Русия, по-точно Съветския съюз, за „по-голям брат“. След идването на власт на моджахедите за никакво добросъседство не можело да се говори. Днешен Афганистан е сложен регион с гражданска война, която много години не се прекратява. Но опасност за мира имат не толкова бойните сблъсъци, колкото наркобизнеса, тъй като в страната се произвеждат повече от 90% от опиума, постъпващ на световния пазар.
Как да бъде върната страната на пътя на мирното развитие? Този въпрос стои в дневния ред не само на Кабул, но и на Москва. Обществените организации имат свои рецепти за установяване на мирен живот. Юрий Крупнов, ръководител на Дружеството за дружба и сътрудничество с Афганистан смята, че Москва трябва по-активно да работи в този регион:
– Ако Русия няма активно да подкрепя съзидателна политика в Афганистан, мир и стабилност в тази страна никога няма да бъдат постигнати. А ако няма стабилност, ще остане наркопроизводството. Предлагаме такъв вариант за развитието на Афганистан: руски идеи, технологии и кадри, и пари от НАТО западните страни. Това ще помогне кардинално да бъде променена ситуацията към по-добро.
Руските обществени организации са готови да помагат на възраждането на Афганистан. Особено онези, които имат непосредствено отношение към тази страна. Известно е, че от началото на гражданската война стотици хиляди мирни жители избягаха от Афганистан в различни страни. В Русия афганистанската община наброява около 100 хиляди души, мнозинството от които са образовани хора, влиятелни бизнесмени. И днес те вече са готови да започнат тази работа, казва Гулама Мохамад Джалала, президент на Центъра за афганистански диаспори:
– Готови сме да правим съвместни проекти, не само в бизнеса, но и с хуманитарен характер – да строим в Афганистан университет, училища, болници, пътища. Защото най-големият проблем в Афганистан е безработицата. Готови сме да откриваме малки предприятия, в които ще работи младежта. Това е много голям проблем.
През последните години търговският оборот между Русия и Афганистан се увеличи десетки пъти (до 700 млн. долара). И в това голяма е ролята на афганистанската общност, живееща в Русия, смята Гулама Мохамад Джалала. А последните решения на Москва за реконструкция на Дома на съветската култура в Кабул може да се смята за начало на нов етап на приятелски отношения между двата народа. 

## Посолство на Русия в Кабул
През 1973 г. Двете страни обявяват съглашение за 200 млн. $ за доставка на газ и нефт, развитието на търговията, транспорта, иригационните съоръжения и строителството на заводи. След пускането им през 1979, Съветите допълват своите задължения за оказване на помощ на тази държава чрез целево укрепване на афганистанската икономика и възстановяване на афганистанската армия. Съветският съюз предоставя на режима на Бабрак Кармал безпрецедентните 800 млн. долара.
СССР поддържа режима на Наджибула даже след напускането на съветските войски през февруари 1989 г. Но и днес остават нерешени въпросите, които касаят неизвестността на пропадналите пленени войници на Съветския съюз. Въпросите за това, какво се случва по време на въстанието в лагера Бадабер и къде са сега военнопленниците, които са превозени в Пакистан.
Въстаниците-таджикистанци, базирани в Афганистан, атакуват през юли 1993 година предния пост на Групата на пограничните войски на Руската федерация в Република Таджикистан на границата на Афганистан и Таджикистан, в резултат на което загиват 25 руски военнослужещи. Това подтиква Русия да нанесе ответен удар със значителни загуби за Афганистан. Доклади от афганистанска страна, изразяващи поддръжка на въстаниците, предизвикват охлаждане между двете страни.
Русия е още по-разочарована от талибаните, заради тяхната поддръжка на чеченските сепаратисти по пътя на предоставяне на убежища на терористични групи, действащи в Централна Азия и в самата Русия. Пред това, Руската федерация оказва военна помощ на Северния алианс, който е станал главна сила, способстваща за свалянето на режима на талибаните по времето на нахлуването на американските войски в Афганистан през 2001 г.